# Szalmatercs
Szalmatercs là một thị trấn thuộc hạt Nógrád, Hungary. Thị trấn này có diện tích 7,58 km², dân số năm 2010 là 496 người, mật độ 65 người/km².